# Conches-en-Ouche
Conches-en-Ouche – miejscowość i gmina we Francji, w regionie Normandia, w departamencie Eure.
Według danych na rok 2009 gminę zamieszkiwało 5124 osoby, a gęstość zaludnienia wynosiła 306 osób/km² (wśród 1421 gmin Górnej Normandii Conches-en-Ouche plasuje się na 62. miejscu pod względem liczby ludności, natomiast pod względem powierzchni na miejscu 102.).
Jednym z charakterystycznych budowli Conches-en-Ouche jest XI w. strażnica, oblegana m.in. przez Anglików w czasie Wojny Stuletniej.  Miejscowość od 1995 r. jest jednym z miast partnerskich Człuchowa.